# Jean-Louis Alibert

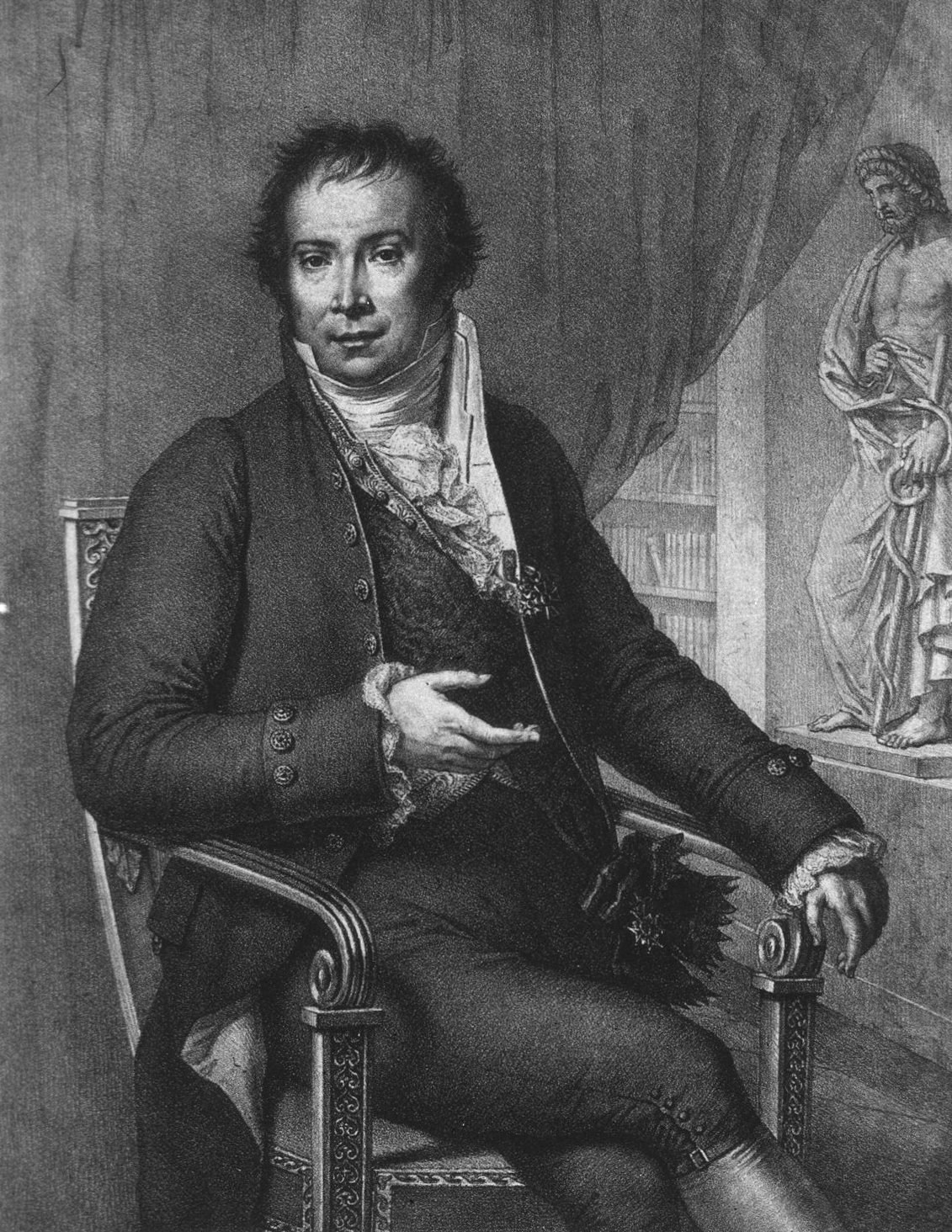
Jean-Louis Alibert. 1768–1837

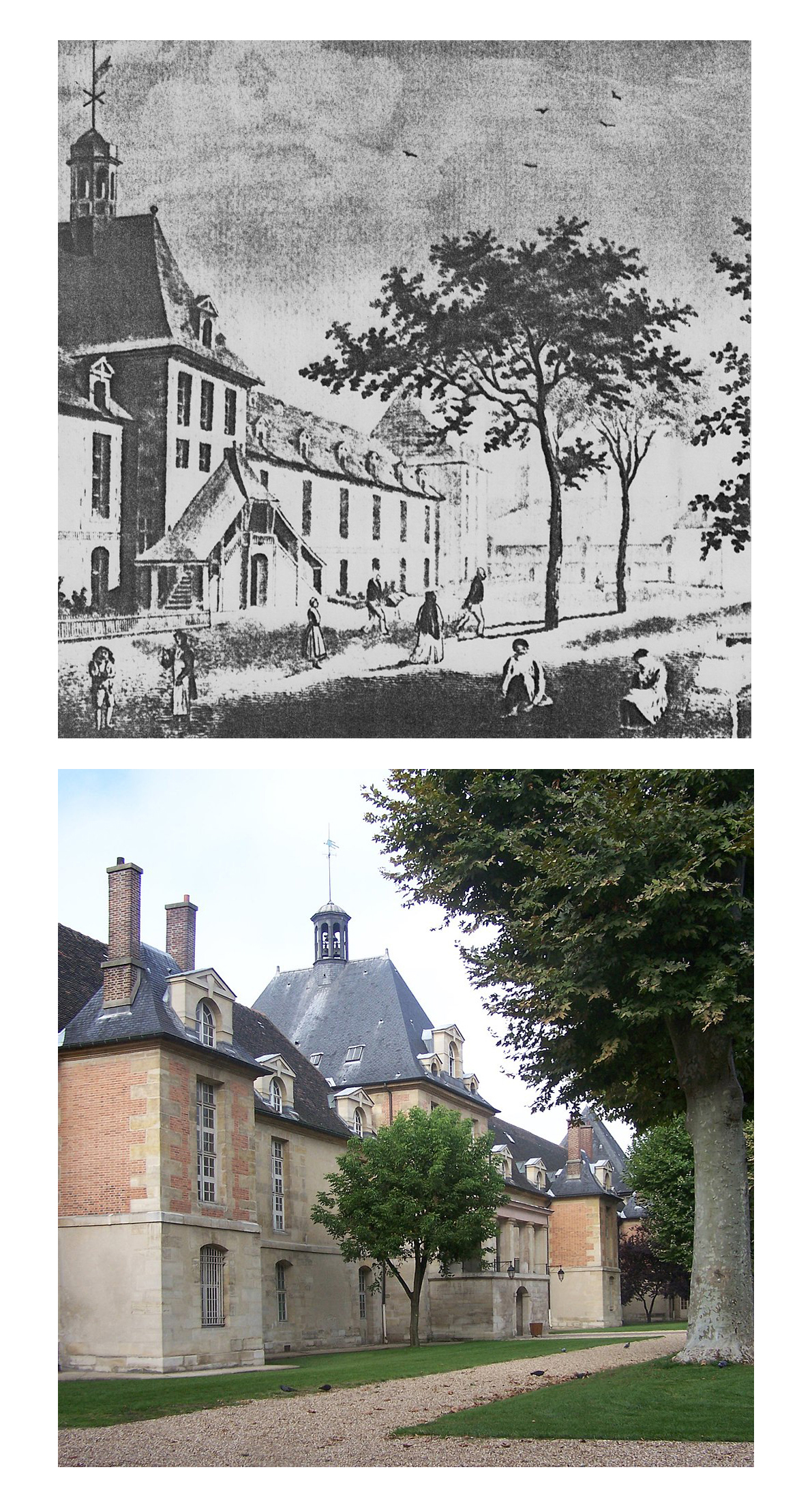
Hôpital Saint-Louis. 1830/2006

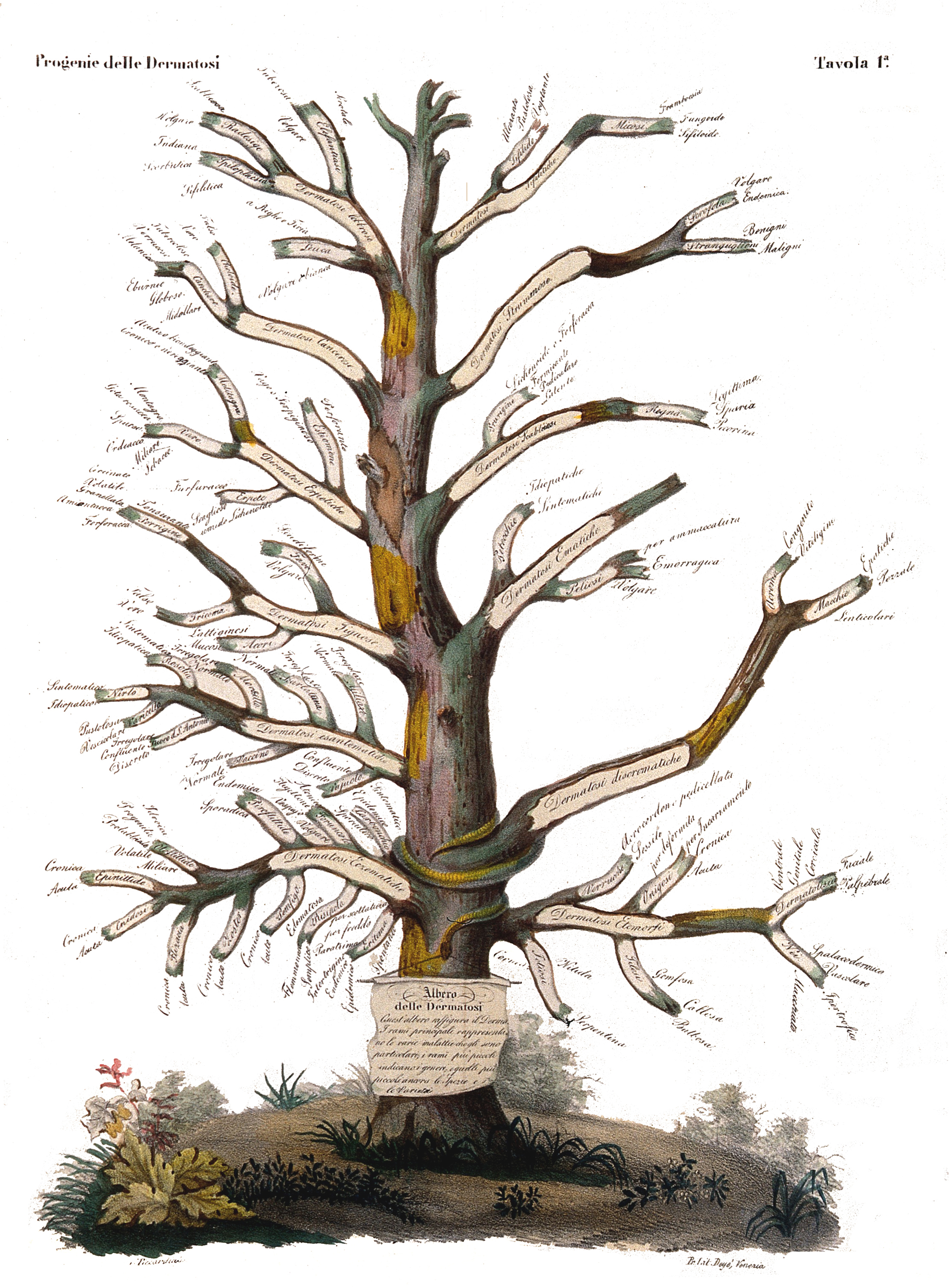
Klassifikation der Hautkrankheiten nach Alibert

Jean-Louis Marc Alibert (* 2. Mai 1768 in Villefranche-de-Rouergue im Department Aveyron; † 4. November 1837 in Paris) war ein französischer Arzt.

## Leben und Wirken
Alibert studierte zunächst in seinem Geburtsort Literaturwissenschaften im Kolleg der Ordensgemeinschaft der Doktrinarier. Unter seinen Mitschülern und Freunden waren Pierre Laromiguière, später Philosophieprofessor in Paris und Abbé Sicard, später Pionier der Taubstummenbetreuung. Nach Abschluss des Grundstudiums trat er ein zweijähriges Noviziat in der Ordensgemeinschaft der Doktrinarier in Toulouse an. Als der Orden im August 1792 im Zuge der Revolution aufgelöst wurde, entschloss er sich, in Paris Medizin zu studieren. In dieser Zeit schloss er Freundschaft mit Pierre-Jean-Georges Cabanis und mit Pierre Roussel, die ihn in den Salon von Madame Helvétius einführten. Dieser Salon war zur Zeit der Terrorherrschaft (Juni 1793 – Juli 1794) geschlossen. Nach der Wiedereröffnung des Salons begegnete Alibert im „Kreis von Auteuil“ auch den Ärzten Philippe Pinel, René Desgenettes, Anthelme Richerand, Guillaume Dupuytren, Gaspard Laurent Bayle und Joseph Récamier.
Im Februar 1796 wurde Alibert zum Studium an der 1794 neu gegründeten Pariser École de santé zugelassen. Hier hörte er medizinische Klinik bei Jean-Nicolas Corvisart, Psychiatrie bei Philippe Pinel sowie Anatomie und Chirurgie bei Pierre-Joseph Desault und bei Xavier Bichat. Im November 1799 verteidigte er erfolgreich seine Promotions-These mit dem Titel: „Dissertation sur les fièvres pernicieuses ou ataxiques intermittentes“ („Über bösartige oder unregelmäßig wechselnde Fieber“).
1815 wurde Alibert beratender Arzt, 1818 erster beratender Arzt des französischen Königs  Ludwig XVIII. Im Dezember 1820 nahm die Medizinabteilung der Académie des sciences ihn auf. Im April 1821 wurde er zum Offizier der Ehrenlegion ernannt. Weitere Ämter waren: 1821 Professor der Botanik und 1823 Lehrstuhlinhaber für Therapie und Materia medica. Im Oktober 1827 wurde er geadelt.

### Hautkrankheiten
1801 ernannte das Komitee der Pariser Spitäler, dem auch Cabanis angehörte, Alibert zum Arzt am Hôpital Saint-Louis. In dieser nordöstlich vom Pariser Zentrum gelegenen Klinik wurden vor allem chronische und ansteckende Krankheiten behandelt. Hier entschied sich Alibert, das Gebiet der Hautkrankheiten zu seinem Hauptarbeitsgebiet zu machen. Er konnte sich dabei auf Vorarbeiten von Jean Astruc und von Anne-Charles Lorry abstützen. Alibert gilt als Begründer der wissenschaftlichen Dermatologie in Frankreich. Bedeutend ist sein Versuch einer klassifikatorischen „Nosologie Naturelle“ der Hautkrankheiten. Im Gegensatz zu seinem englischen Rivalen Robert Willan, welcher für sein System die pathologische Anatomie zur Basis genommen hatte, hielt Alibert sich vorzugsweise an die äußere Erscheinung. Wie er 1817 in einer Übersichtsarbeit die Krankheiten der inneren Organe nach Jussieus Methode eingeteilt hatte, so wendete er dieses System 1832 zur Klassifizierung der Hautkrankheiten an. Er teilte dieselben in Familien, Genera und Spezies.

### Materia Medica
Ein zweites großes Arbeitsgebiet fand er im Bereich der Materia medica. Seine Nouveaux éléments de thérapeutique et de matière médicale erschienen von 1803 bis 1826 in fünf überarbeiteten Auflagen. In diesem Werk fasste Alibert das zu seiner Zeit bekannte Wissen über die in der Praxis gebräuchlichen Heilmittel in klar strukturierten Monographien zusammen. Er referierte aus den drogenkundlichen Werken von Cullen, Hoffmann und Stahl, und er fügte eigene Beobachtungen aus der Praxis des Hôpital Saint-Louis an. Auch die neuen Erkenntnisse über die Chemie der pflanzlichen Drogen wurden berücksichtigt, so die neue Entdeckung eines Alkaloids (Narkotin) durch Charles Derosne. Zu den blasenziehenden Mitteln („epispastiques“) zählte er neben der Kauterisation auch die Moxibustion. In der 5. Auflage von 1826 behandelte er die durch Jules Cloquet im Hôpital Saint-Louis praktizierte Akupunktur. Am Schluss der Monographien legte er jeweils seine Einschätzung des therapeutischen Nutzens der beschriebenen Droge bzw. des beschriebenen Verfahrens dar.

## Ehrungen
Nach Alibert sind die Pflanzengattungen Alibertia A.Rich. ex DC. 1830 und Ibetralia Bremek. 1934 (Anagramm) aus der Familie der Rötegewächse (Rubiaceae) benannt.

## Schriften (Auswahl)
- Dissertation sur les fièvres pernicieuses ou ataxiques intermittentes.
 Crapart, Caille und Ravier, Thèse, Paris 1799; biusante.parisdescartes.fr; 3. Auflage 1804 gallica.bnf.fr
- Nouveaux éléments de thérapeutique et de matière médicale. Suivis d’un nouvel essai sur l’art de formuler.
 Crapart, Paris Band I 1803 (Digitalisat), Band II 1804/05 (Digitalisat)
 2. Auflage 1808, Band I (Digitalisat), Band II (Digitalisat)
 3. Auflage 1814, Band I (archive.org), Band II (archive.org)
 4. Auflage 1817, Band I (archive.org), Band II (archive.org)
 5. Auflage 1826, Band I (archive.org), Band II (archive.org), Band III (archive.org)
- Description des maladies de la peau observés à l’hôpital Saint-Louis, et exposition des meilleures méthodes suivies pour leur traitement.
 Paris 1810–1818 (2. Ausgabe 1825 Band I (archive.org), Band II (archive.org))
- Précis théorique et pratique sur les maladies de la peau.

Barrois, Paris 1810, Band I (Digitalisat), Band II (Digitalisat)

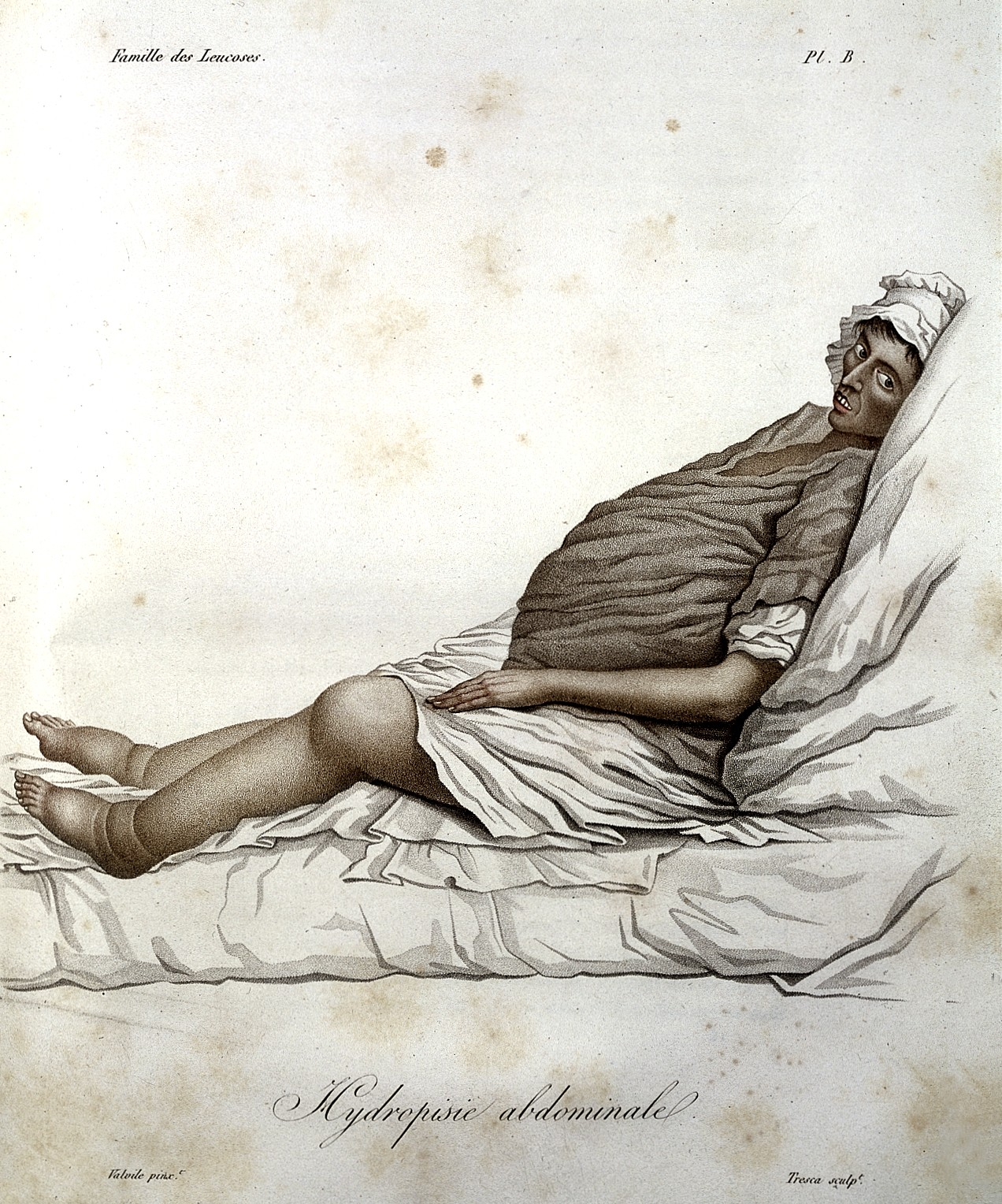
Kranke mit Aszites und Beinödem, Abbildung aus Nosologie naturelle …

- Nosologie naturelle, ou les maladies du corps humain distribuées par familles.

Caille und Ravier, Paris 1817; biusante.parisdescartes.fr
- Physiologie des passions, ou nouvelle doctrine des sentimens moraux.
 Bechet, Paris 1825 Band I (Digitalisat), Band II (Digitalisat); 2. Auflage 1927, Band 1 (Textarchiv – Internet Archive), Band 2 (Textarchiv – Internet Archive); 3. Auflage 1937, Band 1 und 2 (Textarchiv – Internet Archive)
- Monographie des dermatoses ou précis théoretique et pratique des maladies de la peau.
 Dynac, Paris 1832 Band I (archive.org), Band II (archive.org)
  - Max Bloest (Übersetzer). Monographie der Dermatosen. Baron Alibert’s Vorlesungen über die Krankheiten der Haut. Kollmann, Leipzig 1837 Band I (Digitalisat), Band II (Digitalisat)